# زمالة الطلاب الجامعيين الكاثوليكية

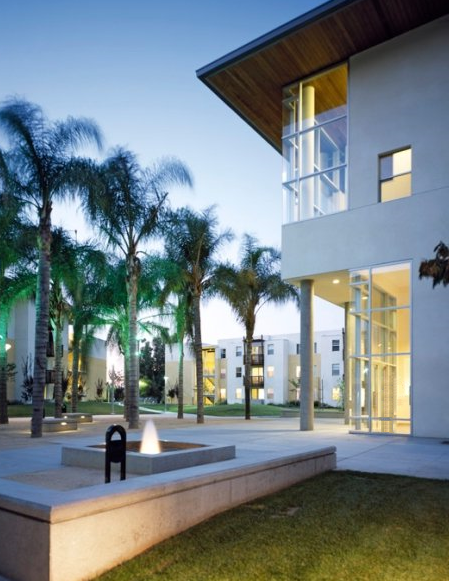
بيوت للطلبة الجامعيين، في كاليفورنيا، تملكها منظمة أوبوس داي الكاثوليكية.

زمالة الطلاب الجامعيين الكاثوليكية (بالإنجليزية: Fellowship of Catholic University Students)‏ هو برنامج توعية لطلاب الجامعات الأميركية من الكاثوليك. وتأسست في عام 1997 من قبل كورتيس مارتن والدكتور إدوارد لانكا في كلية البينديكتين.
تخدم المنظمة الطلاب الأكاديميين الكاثوليك في أروقة الجامعات والسكن الجامعي الأمريكيّة ومن برامجها دراسات دينية أسبوعية في الحرم الجامعي. هذه الدراسات تساعد الطلاب على تعلم المزيد عن دينهم. تشمل الدراسات دراسة الكتاب المقدس، والتعليم المسيحي للكنيسة الكاثوليكية، والكتابات المسيحية الأخرى. وتملك الزمالة عدد كبير من مساكن للطلاب الجامعيين والتي تتبع نظام كاثوليكي، وتقدم أجواء دينيّة للطلاب الجامعيين.

## مواقع خارجية
- الموقع الرسميّ